# Instituto Hospital del Mar de Investigaciones Médicas
El Instituto Hospital del Mar de Investigaciones Médicas (en catalán: Institut Hospital del Mar d'Investigacions Mèdiques), antes Instituto Municipal de Investigaciones Médicas también conocido por las siglas IMIM, es un organismo público español creado en 1947 y dedicado a la investigación científica en el campo de la biomedicina y de las ciencias de la salud que se ubica en el Parque de Investigación Biomédica de Barcelona. En diciembre de 2013 se convirtió en uno de los institutos de investigación sanitaria oficialmente acreditados por el Instituto de Salud Carlos III.
El centro se encuentra vinculado a la Universidad Autónoma de Barcelona y la Universidad Pompeu Fabra. Los fondos para la investigación se gestionan a través de la Fundación Instituto Mar de Investigaciones Médicas. Los grupos de investigación del IMIM se integran en cinco grandes áreas: 
- cáncer
- epidemiología y salud Pública
- procesos inflamatorios y cardiovasculares
- informática biomédica
- neurociencias.[2]